# Guvatfürjfélék
A guvatfürjfélék (Turnicidae) a madarak osztályának lilealakúak (Charadriiformes) rendjébe tartozó család. A korábbi rendszerezés a guvatfürjféléket a guvatfürjalakúak (Turniciformes) nevű önálló rendbe sorolta.

## Rendszerezésük
A családba az alábbi 2 nem és 18 faj tartozik:
- Ortyxelos Vieillot, 1825 – 1 faj
  - tarkaszárnyú guvatfürj vagy pacsirta guvatfürj (Ortyxelos meiffrenii)
- Turnix Gray, 1840 – 17 faj
  - rozsdástorkú guvatfürj (Turnix sylvaticus)
  - foltos guvatfürj (Turnix maculosus)
  - hottentotta guvatfürj (Turnix hottentottus)
  - feketefarkú guvatfürj (Turnix nanus)
  - usszuri guvatfürj (Turnix tanki)
  - óriásguvatfürj (Turnix ocellatus)
  - csíkos guvatfürj (Turnix suscitator)
  - madagaszkári guvatfürj (Turnix nigricollis)
  - feketebegyű guvatfürj (Turnix melanogaster)
  - vöröshátú guvatfürj (Turnix castanotus)
  - barnabegyű guvatfürj (Turnix olivii)
  - tarka guvatfürj (Turnix varius)
  - új-kaledóniai guvatfürj (Turnix novaecaledoniae) - valószínűleg kihalt
  - luzoni guvatfürj (Turnix worcesteri)
  - szumbai guvatfürj (Turnix everetti)
  - vörösmellű guvatfürj (Turnix pyrrhothorax)
  - törpeguvatfürj (Turnix velox)

## Képek
|  |  |